# Marketing local
Le terme marketing local  peut avoir deux significations différentes dans l'univers du marketing : 
Dans son usage le plus courant, le marketing local désigne l’ensemble des actions marketing utilisées pour toucher une population locale. Il est donc utilisé par les enseignes et réseaux de points de vente physiques qui souhaitent toucher les consommateurs au sein de leurs zones de chalandise.
Les techniques les plus souvent utilisées dans le cadre du marketing local sont :
- la publicité locale
- les ISA
- le marketing direct
- le référencement local (annuaires, moteurs de recherches...)
- le mobile marketing

Dans le cadre de la politique marketing d’une multinationale, le terme de marketing local peut désigner des actions marketing spécifiques et adaptées à l’échelle et au particularisme de chaque marché géographique. C'est par ailleurs la politique marketing naturelle pour toute entreprise ne desservant qu'un marché local. Le marketing local s'oppose alors au marketing global qui vise le marché mondial dans son ensemble, sans trop différencier, dans ses méthodes d'approche, les aspects de chaque marché local.